# Телохранитель (фильм, 1979)
«Телохрани́тель» (1979) — художественный фильм режиссёра Али Хамраева, снятый по его же сценарию.

## Сюжет
Отряд красноармейцев держит в плену Султан-Назара, крупного идеолога националистического движения в Туркестане. Его необходимо доставить в Душанбе, чтобы принудить басмачей сложить оружие. Миссия по перевозке пленника возложена на горца-охотника Мирзо. Вместе с ними едут дочь Султан-Назара Заренгиз и его верный слуга Сейфулла. За путниками охотится банда Фоттабека, который желает заполучить тамгу — символ власти. Фоттабеку помогает его жена Айбаш — «ведьма» из рода шаманов, которая гадает по камням и даёт мудрые советы. 
Мирзо легко убивает караульных Фоттабека с помощью метательных ножей. Затем путники попадают в кишлак, где живет мать Мирзо. Она надевает на шею сыну талисман и благословляет духами гор. Прибывший мальчик Каво сообщает о смерти комиссара от укуса кобры. При переходе через перевал гибнет, сорвавшись в пропасть, Сейфулла. Фоттабек едва не достигает своей цели, но Мирзо лихо убивает в ущелье всю его банду, а самого Фоттабека смертельно ранит камнем Султан-Назар. В итоге тамга достаётся горцу Мирзо.

## В ролях
| Актёр                                           | Роль                         |
| ----------------------------------------------- | ---------------------------- |
| Александр Кайдановский (озвучил Сергей Шакуров) | горец Мирзо                  |
| Анатолий Солоницын                              | басмач Султан-Назар          |
| Шавкат Абдусаламов (озвучил Олег Янковский)     | бандит Фоттабек              |
| Гульча Ташбаева                                 | Айбаш                        |
| Д. Алимова                                      | Зарангиз, дочь Султан-Назара |
| Николай Гринько                                 | красный командир             |
| Раджаб Адашев                                   | Уташ Ахмад-додхо             |

## Съёмочная группа
- Художник-постановщик: Шавкат Абдусаламов
- Звукорежиссёр: Семён Литвинов

## Критика
Киновед В. И. Михалкович обнаружил в «Телохранителе» черты вестерна, что не помешало ему отнести этот фильм к ряду фильмов Хамраева на историко-революционную тему («Красные пески», «Чрезвычайный комиссар», «Без страха», «Седьмая пуля»), герои которых действуют, побуждаемые одной страстью — мечтой о лучшей жизни. При этом «Телохранителя» с другим вышедшим в то время фильм Хамраева — «Триптих» — объединяет образ дома, построенного своими руками, ведь истинное призвание Мирзо — строить дома.